# Championnat du Congo de football 1985
Navigation
Saison précédente Saison suivante
La saison 1985 du Championnat du Congo de football est la vingt-troisième édition de la première division congolaise, la MTN Ligue 1. Les douze équipes sont regroupées au sein d'une poule unique, où chaque équipe affronte tous les adversaires de sa poule deux fois, à domicile et à l'extérieur. En fin de saison, le dernier du classement est relégué tandis que l'avant-dernier doit disputer un barrage de promotion-relégation face au 2e de D2.
C’est l'Étoile du Congo, qui remporte la compétition, après avoir terminé en tête du classement final, avec huit points d’avance sur l’Inter Club et neuf sur le tenant du titre, le CARA Brazzaville. C’est le sixième titre de champion du Congo de l’histoire du club.

## Les clubs participants
| - Diables noirs de Brazzaville - Inter Club Brazzaville - Étoile du Congo - CARA Brazzaville - Kotoko Mfoa - AC Léopards - Promu de D2 | - Elecsport Bouansa - Promu de D2 - Petrosport Pointe-Noire - Promu de D2 - AS Cheminots Pointe-Noire - Patronage Sainte-Anne - Vita Club Mokanda - Telesport Brazzaville |

## Compétition

### Classement
Le barème utilisé pour établir le classement est le suivant :
- Victoire : 2 points
- Match nul : 1 point
- Défaite, forfait ou abandon : 0 point

| Rang | Équipe                       | Pts | J  | G | N | P | Bp | Bc | Diff |
| ---- | ---------------------------- | --- | -- | - | - | - | -- | -- | ---- |
| 1    | Étoile du Congo              | 37  | 22 |   |   |   |    |    |      |
| 2    | Inter ClubC                  | 29  | 22 |   |   |   |    |    |      |
| 3    | CARA BrazzavilleT            | 28  | 22 |   |   |   |    |    |      |
| 4    | Patronage Sainte-Anne        | 26  | 22 |   |   |   |    |    |      |
| 5    | Diables noirs de Brazzaville | 24  | 22 |   |   |   |    |    |      |
| 6    | Vita Club Mokanda            | 24  | 22 |   |   |   |    |    |      |
| 7    | AS Cheminots Pointe-Noire    | 21  | 22 |   |   |   |    |    |      |
| 8    | Kotoko Mfoa                  | 16  | 22 |   |   |   |    |    |      |
| 9    | Telesport Brazzaville        | 15  | 22 |   |   |   |    |    |      |
| 10   | Petrosport Pointe-NoireP     | 15  | 22 |   |   |   |    |    |      |
| 11   | Elecsport BouansaP           | 15  | 22 |   |   |   |    |    |      |
| 12   | AC LéopardsP                 | 14  | 22 |   |   |   |    |    |      |

|  | Champion du Congo 1985                                                                |
|  | Participation au barrage de promotion-relégation                                      |
|  | Relégation directe en deuxième division                                               |
|  | T : Tenant du titre C : Vainqueur de la Coupe du Congo P : Promu de deuxième division |

### Matchs

#### Barrage de promotion-relégation
| Équipe 1          | Résultat | Équipe 2         |
| ----------------- | -------- | ---------------- |
| Elecsport Bouansa | 3 - 2    | (D2) Ucosport FC |

- Les deux clubs se maintiennent au sein de leur championnat respectif.

## Bilan de la saison
| Championnat du Congo de football 1985 |                            |
| Champion                              | Étoile du Congo (6e titre) |
| Coupes et trophées                    |                            |
| Vainqueur de la Coupe du Congo 1985   | Inter Club                 |
| Promotions et relégations             |                            |
| Promus en MTN Ligue 1                 | EPB Pointe-Noire           |
| Relégués en MTN Ligue 2               | AC Léopards                |